# Crioa indistincta
Crioa indistincta là một loài bướm đêm trong họ Noctuidae.